# Amadeu Cury
Amadeu Cury (Guaxupé, 13 de maio de 1917 – Brasília, 17 de maio de 2008) foi um microbiólogo, pesquisador e professor universitário brasileiro.
Grande oficial da Ordem Nacional do Mérito Científico e membro titular da Academia Brasileira de Ciências, Amadeu foi professor e pesquisador no Instituto Oswaldo Cruz, foi professor da Universidade Federal do Rio de Janeiro, entre 1971 e 1976, e diretor do Instituto de Microbiologia da mesma instituição. Foi reitor e decano de Pesquisa e Pós-Graduação da Universidade de Brasília, entre 1971 e 1976.
Sócio fundador da Sociedade Brasileira para o Progresso da Ciência, Amadeu foi ainda vice-presidente do CNPq (1964) e vice-presidente da Academia Brasileira de Ciências (1969). Especialista em microbiologia, Amadeu Cury estudou a micologia e micopatologia, fisiologia e bioquímica microbiana e análises microbiológicas de micronutrientes.

## Biografia
Amadeu nasceu na cidade mineira de Guaxupé, em 1917. Era filho de Espir e de Nazaré Cury. Cursou os estudos básicos no Liceu e no Ginásio Mineiro de Uberlândia. Na época, para cursar medicina, era necessário sair de seu estado. Assim ele ingressou no curso de medicina da Universidade do Brasil, a atual Universidade Federal do Rio de Janeiro, que frequentou entre 1937 e 1942.
Em 1943, Amadeu se matriculou no já tradicional Curso de Aplicação do Instituto Oswaldo Cruz, onde foi químico-analista, tecnólogo e biólogo. Em 1947, retornou à UFRJ como docente, onde permaneceu por 24 anos. Amadeu realizou vários cursos de especialização, tornando-se membro da Academia Brasileira de Ciências em 1954. Em 1955, foi nomeado diretor do setor de pesquisas biológicas do Conselho Nacional de Pesquisas, mais tarde Conselho Nacional de Desenvolvimento Científico e Tecnológico (CNPq). No ano seguinte, embarcou para os Estados Unidos, como bolsista, para completar sua pós-graduação.
De volta ao Brasil, foi designado assessor da divisão técnico-científica do CNPq, ocupando esse cargo até 1960, quando assumiu a vice-diretoria do Instituto de Microbiologia da UFRJ, órgão que ele ajudou a criar. Em 1961, foi eleito secretário-geral da Academia Brasileira de Ciências, tornando-se no ano seguinte professor do Instituto Osvaldo Cruz e em 1963 membro da comissão coordenadora dos cursos de pós-graduação da UFRJ. Reeleito ainda em 1963 secretário-geral da Academia Brasileira de Ciências, foi nomeado em 1964 vice-presidente do CNPq.
Ainda em 1963, Amadeu fez parte da Comissão Educacional Brasil-Estados Unidos e realizou conferências no Instituto de Medicina Tropical de Lisboa. Em 1966, tornou-se membro da comissão executiva permanente do Conselho Interamericano de Educação, Ciência e Cultura (CIECC) da Organização dos Estados Americanos (OEA), e do conselho deliberativo da Coordenação para o Aperfeiçoamento de Pessoal de Nível Superior (Capes) e do CNPq.
Em 1966, foi eleito diretor do Instituto de Microbiologia e passou a integrar o Conselho de Pesquisa e Ensino para graduados na mesma universidade, que em março de 1967 passou a se chamar Universidade Federal do Rio de Janeiro (UFRJ). Em 1968, Amadeu Cury exerceu a presidência do Conselho de Pesquisa e Ensino e tornou-se professor dos cursos de pós-graduação em microbiologia da UFRJ, deixando a comissão coordenadora de tais cursos. Tornou-se ainda membro do Conselho Universitário e do Conselho Superior da Coordenação Executiva da UFRJ, participando ainda do conselho diretor da Fundação Universidade de Brasília (UnB).
Em 1969, elegeu-se presidente da comissão de pós-graduação do CNPq e vice-presidente da Academia Brasileira de Ciências. Foi representante do Brasil na Reunião na Reestruturação dos Centros Nacionais de Microbiologia, realizada em Caracas, na Venezuela, sob o patrocínio da OEA. Foi também representante da Academia Brasileira de Ciências junto ao Conselho de Ciência e Tecnologia do Estado da Guanabara, do qual foi vice-presidente nos anos 1970 e 1971. Foi presidente do conselho deliberativo da Capes e delegado brasileiro na segunda reunião ordinária do CIECC, realizada em 1971 na cidade de Lima, no Peru.

## Brasília
Em 1971, Amadeu foi nomeado reitor da UnB e tornou-se presidente do conselho diretor da UNB, deixando a coordenação de ciências biológicas da Academia Brasileira de Ciências e as funções que exercia na UFRJ. Na Universidade de Brasília, reestruturou e criou novos departamentos, procurando atrair novos professores para criação de novos cursos. Sempre estimulou e ajudou na implantação de programas relacionados às Doenças Infecciosas e Parasitárias. Também foi figura essencial no planejamento e na construção das instalações do Núcleo de Medicina Tropical, em Brasília.
Em maio de 1976, poucos dias antes de deixar o cargo de reitor e já desligado daqueles conselhos, puniu 13 estudantes da UnB por protestarem contra a suspensão das eleições para os diretórios acadêmicos e a proibição de debates sobre o Decreto nº 477 e o Ato Institucional nº 5 (AI-5). Encerrou sua gestão na UnB no dia 25 do mesmo mês, sendo substituído pelo vice-reitor, comandante José Carlos Azevedo. Em 1976, deixando a presidência do conselho diretor da UnB, tornou-se professor titular e decano de pesquisa e pós-graduação na mesma universidade.
Em 1977, deixou a vice-presidência da Academia Brasileira de Ciências, assumindo de 1979 a 1980 o cargo de diretor do CNPq. De 1980 a 1985, foi membro do Conselho Técnico-Científico do Instituto Nacional de Pesquisas da Amazônia (INPA). Em 1990, aposentou-se da UnB, mas permaneceu em atividade participando de diversos conselhos e comissões. Como membro do CNPq, Cury auxiliou na consolidação de duas importantes instituições localizadas no norte do país: o Instituto Nacional de Pesquisas da Amazônia e o Museu Paraense Emílio Goeldi.

## Morte
Amadeu Cury morreu em 17 de maio de 2008, em Brasília, aos 87 anos.